# اچ‌ام‌اس بورسلم (۱۹۱۸)
اچ‌ام‌اس بورسلم (۱۹۱۸) (به انگلیسی: HMS Burslem (1918)) یک کشتی بود که طول آن ۲۳۱ فوت (۷۰ متر) بود. این کشتی در سال ۱۹۱۸ ساخته شد.